# Sven Lakenmacher
Sven Lakenmacher (* 26. Mai 1971 in Magdeburg) ist ein deutscher Handballtrainer und ehemaliger Handballspieler.

## Karriere
Sven Lakenmacher war in seiner Karriere für den SC Magdeburg, den TV Großwallstadt, Portland San Antonio, den TuS Nettelstedt und zuletzt für den Zweitligisten Eintracht Hildesheim aktiv. Mit letzterem spielte er in der Saison 2006/07 noch einmal in der ersten Liga; als der sofortige Wiederaufstieg 2007/08 jedoch misslang, kam es bei den Domstädtern zu einem radikalen Umbruch, woraufhin auch Lakenmacher aussortiert wurde. Im Sommer 2008 wurde er Spielertrainer beim HF Springe.
Im Sommer 2011 übernahm Lakenmacher das Traineramt der zweiten Mannschaft der TSV Hannover-Burgdorf, mit der er 2011/12 Meister in der Oberliga Niedersachsen wurde und in die 3. Liga aufstieg. Seit dem Juni 2013 ist er im Besitz der A-Trainerlizenz. Zur Saison 2014/15 wechselte er als Trainer zu den HF Springe. Unter seiner Leitung stieg Springe 2015 in die 2. Bundesliga auf. Im Dezember 2015 wurde er beurlaubt. Ab Sommer 2016 war er Trainer bei den Sportfreunden in Söhre und schaffte zum Saisonschluss den Meisterschaftstitel in der Verbandsliga und stieg zur Saison 2017/18 in die Oberliga auf. In der Saison 2021/22 gelang der Aufstieg mit nur einem Minuspunkt in die 3. Liga. Nach der Saison 2023/24 verließ er den Verein.
Zwischen 1993 und 2000 spielte er 47 Mal für die deutsche Nationalmannschaft und erzielte 93 Tore. Bei den Olympischen Spielen 2000 in Sydney belegte er mit der deutschen Mannschaft den fünften Platz.

## Privates
Sven Lakenmacher ist der Sohn des langjährigen DDR-Nationalspielers und Handballtrainers Wolfgang Lakenmacher. Seine Tochter Mia Lakenmacher spielte ebenfalls Handball. Sein Sohn Fynn Lakenmacher wurde Fußballprofi und spielt aktuell beim SV Darmstadt 98, vorher bei 1860 München.

## Erfolge
- Euro-City-Cup: 1998 mit TuS Nettelstedt
- Europapokal der Pokalsieger: 2004 mit Portland San Antonio